# 钙质海绵纲
钙质海绵纲（學名：Calcarea）是多孔动物门的一个纲。多产于浅海。种类很多。體型大多小於10cm。有单体的，例如：毛壶（Grantia）；也有分枝成群体的，例如白枝海绵（Leucosolenia）。钙质骨针（CaCO3）有针状体、三辐体等等。
在地层中的出现晚于寻常海绵纲和六放海綿綱。